# Молодіжне село Бен-Шемен
Молодіжне село Бен-Шемен (івр. כפר הנוער בן שמן Кфар га-ноар Бен-Шемен) — молодіжне село і сільськогосподарська школа-інтернат в центральній частині Ізраїлю. Розташоване поруч з мошавами Бен-Шемен і Гінатон, у регіональній раді Хевель-Модіїн. У 2017 році, на території села жило 630 осіб.

## Історія

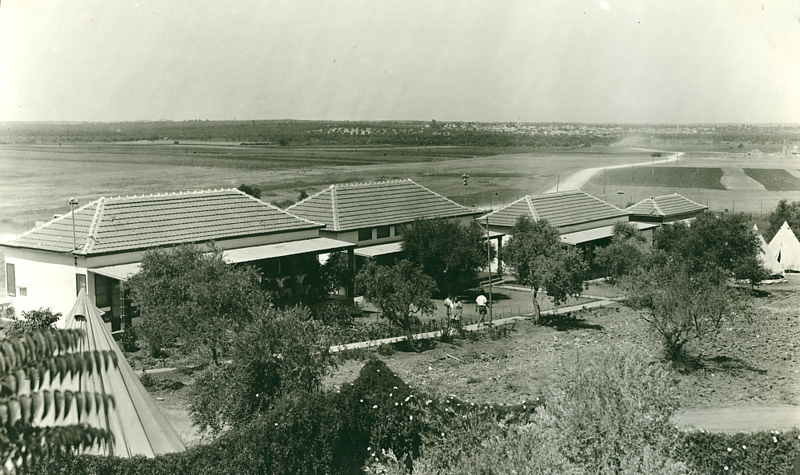
Молодіжне село Бен-Шемен, 1920-ті—30-ті роки

Село було засноване у 1927 році на території фабрики Зігфріда Лемана у мошаві Хадід. Його метою було прищепити ізраїльським дітям сіоністську мораль, навчити їх працювати на землі, і виховати почуття самостійності і відповідальності. Перші вихованці школи прибули з Каунаса в Литві.
У 1947 році в молодіжному селі навчалося і працювало близько 1000 осіб. Під час арабо-ізраїльської війни 1948 року ізольоване село було оточене Арабським легіоном. Була зроблена спроба прорвати облогу, у якій загинуло одинадцять молодих людей.
Відомі випускники школи: Шимон Перес, Шуламіт Алоні, Моше Кацав, Дан Бен-Амоц, Міха Томкевич, Амітан Еціоні, і Хаїм Сабан.
У даний час школа продовжує працювати. У ній навчається близько 1000 вихованців, з них 400 проживають безпосередньо в селі.